# 출구 필터링
컴퓨터 네트워크에서 출구 필터링(egress filtering)은 한 네트워크에서 다른 네트워크로 떠나는 정보의 흐름을 잠재적으로 제한하고 모니터링하는 행위를 말한다. 일반적으로 이는 통제를 받는 인터넷에 대한 사설 TCP/IP 컴퓨터 네트워크로부터 오는 정보를 말한다.
인터넷 네트워크 밖으로 송신되는 TCP/IP 패킷들은 라우터, 방화벽, 유사 에지 장치를 통해 검사를 받는다. 보안 정책을 충족하지 않는 패킷들은 송신이 허용되지 않는다.
출구 필터링은 비인가 또는 악성 트래픽이 내부 네트워크를 벗어나지 못하게 하는 것을 보장한다.
사내망에서는 선별된 서버들로부터 발생하는 것 이외의 모든 트래픽은 벗어나는 것을 거부할 것이 일반적으로 권고된다. HTTP, 이메일, DNS 등의 선별된 프로토콜만을 허용하는 등의 제한을 추가적으로 수행할 수 있다. 사용자 워크스테이션은 이때 수동 구성하거나 프록시 자동 구성을 통해 허용 서버 중 하나를 프록시로 사용하도록 구성할 필요가 있다.

## 같이 보기
- 입구 필터링
- 콘텐츠 통제 소프트웨어